# 半圆盖阴石蕨
半圆盖阴石蕨（学名：Humata platylepis）为骨碎补科阴石蕨属下的一个种。

## 扩展阅读
- 維基物種上的相關：半圆盖阴石蕨